# Цинния изящная
Ци́нния изя́щная (лат. Zínnia élegans) — однолетнее травянистое растение, вид рода Цинния (Zinnia) семейства Астровые (Asteraceae).
Цинния изящная, наряду с петунией гибридной, — одна из самых популярных цветочных культур; входит в десятку наиболее распространённых по всему миру летников. В США это самый известный среди цинний вид, он пользуется особой популярностью и считается национальным цветком.

## Этимология
Научное родовое название растение получило по фамилии Иоганна Готтфрида Цинна (1727—1759), профессора фармакологии, директора ботанического сада в Гёттингене (Германия). Видовое латинское название «elegans» — изящный, элегантный (от лат. eligo, ere — выбирать) дано по внешнему виду растения.
Анненков Н. И. в Ботаническом словаре (1878) в статье о циннии изящной приводит следующие простонародные и книжные названия, употреблявшиеся в разных местностях России с указанием места, где эти названия встречаются, и лиц, зафиксировавших эти названия в печати или письменно:
Zinnia elegans Jacq. Composit. V. 354. Ж а р - з и л л е (Малор.) Маіоры. Майорцы. Маіорці (Мал.) Майорчики (Малор.) Красни гвоздики (Малор. Рог.) Черкасики (Черн.) Садовое растение.

## Ботаническое описание
Цинния изящная — однолетнее травянистое растение. На родине этот вид вырастает до 1 м в высоту, имеет простые белые, розовые и оранжевые соцветия.
Стебель прямой, высотой 30—120 см, большей частью не ветвистый (кроме низкорослых карликовых сортов), в сечении округлой формы, снаружи зелёной или пурпурно-зеленоватой окраски, густо опушён крупными, жёсткими, простыми бесцветными волосками. Побеги первого порядка значительно перерастают главный, так что он в дальнейшем после оцветения становится почти незаметным. Все побеги оканчиваются соцветием — корзинкой. У некоторых сортогрупп образуется большое количество цветущих побегов второго и третьего порядков, у других их меньше.
Листья супротивные, сидячие, стеблеобъемлющие, удлинённо-яйцевидные, цельнокрайные, с 3—5 почти параллельными жилками, на верхушке короткозаостренные или тупые, 5—7 см длины и 3—4,5 см ширины. Листовая поверхность шершавая от густо покрывающих её жёстких волосков. Волоски простые, двух видов: первые — мелкие, густо покрывающие пластинку листа, вторые — более крупные, редкие, саблевидно изогнутые, твёрдые, прижатые к поверхности листа. Верхние листья более мелкие и длиннее заостренные.
Цветоносный стебель под корзинкой утолщённый. Ложе корзинки тупоконические, особенно заметно выступающие в конце цветения, с килеватыми ладьевидными чешуями.
Соцветия — корзинки, 5—16 см в диаметре, простые, полумахровые или махровые. Цветки в соцветии трубчатые и язычковые. Немахровые соцветия имеют один ряд язычковых цветков, полумахровые — от двух до пяти рядов язычковых цветков, махровые — большее количество рядов. Махровость соцветий у циннии ложная, она не связана с превращением генеративных органов в лепестки, а зависит только от количества язычковых цветков в соцветии. Кроме того, не всегда соцветия одного растения имеют одинаковое число рядов язычковых цветков. При длительной засухе махровость падает
Обёртка из видоизменённых верхушечных листьев чашевидная, черепитчатая. Листочки обёртки расположенные в несколько рядов, травянистые, продолговато-овальной формы длиной от 0,6 до 1,3 см, тупые с тёмной каймой в верхней части.
У язычковых цветков венчик сростнолепестный, состоит из одной пластинки — язычка с тремя зубцами на конце. Цветки однополые — женские. Язычки удлинённо-овальной формы, длиной до 4 см, шириной до 1,5 см, размер их уменьшается от периферии к центру. Завязь нижняя из двух плодолистиков, одногнездная.
Краевые цветки ложноязычковые, разнообразной окраски, кроме голубой и синей, иногда с белой или жёлтой каймой по краю.
Трубчатые цветки мелкие, обоеполые, протерандрические, состоят из 5 сросшихся лепестков длиной около 1,2 см, шириной 0,4—0,6 см с 5 мелкими зубчиками по краю. В цветке 5 тычинок, тычиночные нити свободные; пыльники срослись в пыльниковую трубку, окружающую столбик. Пыльники открываются продольной щелью в полость трубки, куда и высыпается вся пыльца. Пестик имеет столбик с двухлопастным рыльцем. На концах лопастей опушение в виде кисточки (выметающиеся волоски). В период созревания лопасти расходятся и рыльца становятся способными воспринимать пыльцу. Цветки диска трубчатые, жёлтые, оранжевые, реже пурпурные.
Пыльца двухклеточная, округлая. Известны гены, вызывающие мужскую стерильность, что используется для получения семян гетерозисных гибридов без кастрации. Первый такой гибрид получен в 1960 году. К настоящему времени создано большое количество гетерозисных гибридов, являющихся триплоидами, полученными от скрещивания тетраплоидов с диплоидами
Естественного скрещивания циннии изящной с другими видами цинии не наблюдается, однако косвенным путём такие гибриды получены. В частности, с использованием технологии эмбриокультуры создан гибрид Zinnia peruviana L. x Zinnia elegans Jacq., у которого в обычных условиях эндосперм дегенерирует через неделю после оплодотворения, и зародыш погибает от отсутствия питания.
Цветёт в июне — августе, возможно также до заморозков. Семена созревают приблизительно через два месяца после начала цветения, однако, в зависимости от сорта, продолжительность периода созревания семян различна. Цинния — перекрёстноопыляемое растение, норма пространственной изоляции — не менее 200 метров
Семена крупные, длиной 8—14 мм и шириной 2—6 мм, сильно сплюснутые. Форма их очень разнообразная — от узкоклиновидной до широкояйцевидной. Поверхность семянки шероховатая, покрыта бугорками, на её нижней стороне имеется килевидное рёбрышко. Окраска — тёмно-серая, коричневатая или бурая.
Число хромосом в соматических клетках 2n = 24.

## Географическое распространение
Вид распространён в Южной Мексике. Растёт на каменистых уступах каньонов, на высоте 1500 м над уровнем моря.
Широко культивируется как декоративное растение с 1796 г. На территории бывшего СССР — повсеместно, но особенно широко на Украине, Северном Кавказе, в Средней Азии.
Иногда встречается как бы одичавшим на сорных местах, у жилья.

## Онтогенез, сезонное развитие и способы размножение в условиях культуры
Цинния изящная размножается семенным путём. Плоды-семянки существенно различаются между собой по размерам, форме, окраске и другим признакам в зависимости от расположения на соцветии. Семянки трубчатых цветков преимущественно плоские, имеют, как правило ровную поверхность и, по сравнению с другими семенами в соцветии, более светлые. Некоторые исследователи выделяют в особую группу семянки в виде трёхгранного копья, формирующиеся в средней части соцветия, как из трубчатых, так и язычковых цветков.
В 1 г содержится 100—170 семян. Всхожесть семена сохраняют 2—3 года.
Всхожесть и энергия прорастания семян сформировавшихся из обоеполых (трубчатых) цветков, выше чем семян из язычковых цветков.
В пределах соцветия лучшие посевные качества имеют семена, взятые из срединной части соцветия (всхожесть семян обоеполых цветков — 91 %, из язычковых — 85 %) худшие — из центральной части (всхожесть семян из обоепопых цветков — 87 %, из язычковых — 82 %).
При анализе посевных качеств семян из соцветий с побегов разных ярусов и порядков ветвления установлено, что лучшими посевными качествами обладают семена из верхушечной корзинки центрального побега. Следовательно, при семеноводстве циннии нецелесообразен такой агротехнический приём, как прищипка центрального побега, рекомендуемая некоторыми исследователями. Напротив, допустимое загущение растений, в результате которого формируется большое число центральных корзинок на единицу площади, способствует повышению урожая семян и улучшению их посевных качеств.

### Всходы
Семенам для успешного прорастания требуется температура не менее 15°С, лучше 20—23°С, при более низкой температуре семена всходят недружно, наблюдается их загнивание.
Прорастание семян надземное. Проросток имеет типичное строение двудольного растения.
Подсемядольная часть стебля 20—30 мм длиной, 1,5—2 мм толщиной, зелёная или розоватая. Семядоли 12—15 мм длиной, 9—10 мм шириной, обратнояйцевидные, на верхушке закруглённые, слегка притупленные, книзу суженные, на черешке 4—6 мм длиной, сверху тёмно-зелёные, снизу сизоватые. Первое междоузлие 4—7 мм длиной, густоволосистое. Листья супротивные. Листья первой пары 25—35 мм длиной, 12—15 шириной, овальные, на верхушке закруглённые, с неясно выраженной выемкой у средней жилки (иногда этот признак отсутствует), по краям и жилкам с нижней стороны или по всей поверхности листа коротко опушенные, сидячие.
Всходы появляются через 5—7 дней после посева(по другим данным 4-6.).
Цинния — очень теплолюбивое и светолюбивое растение. Обильный рост и цветение наблюдается при выращивании растений на открытых солнечных участках, имеющих хорошую защиту от ветра.
В местностях с прохладным и дождливым летом растут и цветут хуже.
Под циннии желательно отводить нейтральные, хорошо дренированные и питательные почвы, богатые минеральными веществами и гумусом. Цинния способна расти на любых почвах, но предпочитает рыхлые, легкосуглинистые, питательные, с рН 6—7,5.
Сеянцы содержат в светлой теплице при температуре 18—20 °С. Так как рассада циннии выращивается, по традиционной технологии, в апреле—мае, естественного освещения бывает достаточно для нормального развития сеянцев, при более ранних посевах необходимо искусственное досвечивание не менее, чем по 12 часов в день. При несоблюдении данных условий, а также при более высокой температуре и загущении, сеянцы сильно вытягиваются, полегают и поражаются болезнями.
Цинния засухоустойчива. Она легче переносит некоторый недостаток влаги, чем избыток. При пересушивании земляного кома у рассады, листья быстро восстанавливают тургор при поливе. В холодное дождливое лето растения сильнее болеют, позже зацветают, нередко наблюдается загнивание соцветий, в результате чего полноценного урожая семян можно не получить.
В Средней полосе России вегетация циннии завершается с первыми осенними заморозками.

## Агротехника

### Выращивание рассады
Рассада циннии выращивается в теплицах по общепринятой технологии. Для посева циннии используют различные типы почвенных смесей, исключая сильнокислые и щелочные. Основные требование к смесям: они должны быть питательными, рыхлыми, хорошо удерживать влагу, но в то же время пропускать лишнюю воду и не замокать. Стандартная почвенная смесь включает в себя 2 части хорошо перепревшего перегноя, 2 части дерновой или листовой земли, 2 части низинного, хорошо разложившегося торфа и 1 часть песка. Если рН смеси ниже 5,5, то в неё добавляют известь.
Все компоненты тщательно перемешивают и просеивают через сито с диаметром ячейки 3—5 см после чего обеззараживают путём фумигации, пропаривания или другими способами. Затем вновь просеивают через более мелкие сита с диаметром ячейки 0,5 см. Наиболее крупную фракцию (отсев) насыпают в нижнюю часть ящика и слегка уплотняют, мелкой же заполняют верхнюю треть слоя почвы, тщательно её выравнивают и вновь слегка уплотняют. Слой почвенной смеси должен быть не менее 6 см толщиной. Заполнять ящики нужно так, чтобы верхний слой почвы был ниже края ящика на 2—3 см. Если смесь, используемая под посев циннии, имеет мелкокомковатую структуру, то в нижнюю часть ящика для дренажа желательно насыпать слой некрупного керамзита. Если нет возможности заранее простерилизовать почву, то после набивки ящиков их проливают раствором фунгицида (Фундазол, Ридомил и др.) не позднее, чем за сутки до посева.
Посев проводят в начале — середине апреля. Более ранние посевы нежелательны, так как цинния растет и развивается быстро, рассада сильно вытягивается, теряя декоративность и товарный вид.
Перед посевом семена протравливают для предупреждения грибных заболеваний (альтернариоз, фузариоз и др.). Для этих целей разрешён ТМТД (5 г на 1 кг семян). Всходы появляются на 2—3-й день. Пикируют циннию как можно раньше — в фазу семядольных листочков, иначе сеянцы сильно вытягиваются и полегают.
По традиционной технологии сеянцы пикируют в ящики или в грунт парника по схеме 5—7х7—10 см. Интенсивная технология возделывания циннии предполагает пикировку сеянцев только в кассеты или горшочки с диаметром ячейки 7—9 см.
Распикированные сеянцы содержат в светлой теплице при температуре 18—20 °С. Уход за ними заключается в регулярных поливах, прополках, рыхлении. Подкормки рассады начинают через неделю после пикировки и проводят еженедельно, допускается чередовать внекорневые и корневые подкормки. Основные удобрения для подкормки — комплексные водорастворимые (нитрофоска, кристалин, растворин, кемира-гидро и др.). Концентрация зависит от типа удобрения и плодородия почвенной смеси и ориентировочно составляет 20—35 г/10 л воды. При попадании водного раствора удобрений на листья, его необходимо немедленно смыть водой, во избежание появления ожогов, снижающих декоративность рассады. В Средней полосе России на постоянное место рассаду высаживают в первой декаде июня при исчезновении угрозы заморозков.

### Агротехника в открытом грунте
Система подготовки почвы под культуру циннии не отличается от традиционной, принятой в хозяйствах для рассадных культур. Цинния выносит из почвы большое количество элементов минерального питания, хорошо отзывается на внесение в почву перегноя или компоста, но не свежего навоза, так как он способствует формированию избыточной зелёной массы в ущерб цветению.
При подготовке почвы под циннию, на участках с кислыми почвами (рН менее 5,5) вносят известь — 2—3 т/га под предшественник или перед зяблевой вспашкой. При весенней культивации почвы вносят комплексное минеральное удобрение (нитрофоску — 200—300 кг/га).
На участке, предназначенном для возделывания циннии, нарезку гряд осуществляют незадолго до высадки рассады, во избежание чрезмерного иссушения верхнего слоя почвы. Рассаду
высаживают в пасмурные дни или вечером, предварительно хорошо пролив водой горшочки с растениями. Расстояние между растениями зависит от сорта и типа посадок.
В Средней полосе Нечернозёмной зоны на постоянное место рассаду высаживают в первой декаде июня по схеме 50 х 30 см для высокорослых сортов и 30 х 30 см — для низкорослых. После посадки, пока растения не приживутся, требуются регулярные поливы, затем надобность в поливах обычно отпадает, цинния засухоустойчивая культура. В холодное дождливое лето растения сильнее болеют, позже зацветают, нередко наблюдается загнивание соцветий, в результате чего полноценного урожая семян можно не получить.
По мере роста в посадках необходимы регулярные прополки и рыхление междурядий. Подкормки проводят полным минеральным удобрением в фазу начала цветения.

### Особенности агротехники семеноводческих посевов
Семеноводство циннии, в основном, сосредоточено в южных районах — Украине, Краснодарском крае и др., где её высевают в грунт в апреле — мае с последующим прореживанием до 8—10 шт/м; норма — 2—3 кг/га семян. Всходы появляются на четвёртый — шестой день, растения зацветают через 2,5 месяца и цветут до морозов. Для того чтобы семена успели вызреть, на семенниках следует оставлять не более 5—6 соцветий, в случае холодного и дождливого лета — не более 2—3.
Сырьё сушат, обмолачивают, семена очищают на семяочистительных машинах. Урожайность семян в зависимости от сорта и погодных условий — от 28 до 200 кг/га. Прочистки и отборы проводят по махровости, окраске, форме и величине соцветия, высоте и форме растения, длине цветоносных побегов, срокам и обилию цветения; сортообновление — в заранее установленные сроки ежегодно или через год, выращивая из семян элиты одну-две репродукции, так как сорта отличаются высокой внутрисортовой изменчивостью по форме и махровости соцветий и другим признакам. Суперэлиту получают методом индивидуального отбора с анализом потомств. Повысить махровость сортов циннии можно, высевая семена, отобранные из периферийной части соцветия.

## Вредители и болезни
Большой вред циннии наносят обыкновенная уховёртка (Forficula auricularia L.), капустная совка (Barathra brassicae L.), горчаковая совка, минирующая мушка  (Phytomyza affinis Hg.), огородная блошка (Haltica oleracea L.), пашенный слизень (Agriolimax agrestis L.), серая гниль (Botrytis cinerea Pers.), мучнистая роса, альтернариоз (Alternaria zinniae Pape), гниль основания стебля (Rhyzoctonia, Sclerotinia, Phytophthora cryptogea), бактериальная пятнистость (Xanthomonas nigromaculans Dows. f. zinniae Hopk. et Dows.), мозаика (Cucumis virus 1), карликовость (фитопатология) (Tabacco leaf curl virus), кольцевая пятнистость (Aster ringspot virus), желтуха (микроплазменные организмы), листовые нематоды (хризантемная нематода (Aphelenchoides ritzemabosi (Schwartz)), земляничная нематода (Aphelenchoides fragariae (Ritzema Bos))), галловая нематода (Meloidogyne spp.).

## Сортосерии, сорта и гибриды
В настоящее время выведено большое количество культурных форм и сортов циннии. По строению соцветий, форме цветков, высоте кустов и срокам цветения все сорта разделяют на 7 групп (сортогрупп).
Фрювундер (Fruhwunder-Zinnien) — соцветия махровые, диаметром 6 — 8 см, растения высотой 50 см, цветение очень ранее — через 40 дней после появления всходов.
Георгиноцветные (Zinnia elegans dahliaeflora flore pleno hort.) — соцветия махровые, неплотные, диаметром 10 — 15 см язычковые цветки ложковидной формы, отогнуты вниз на концах, расположены черепитчато, растения мощные, высотой до 90 см. Цветение в средние сроки.
Калифорнийские гигантские (Zinnia elegans grandiflora californica hort.) — соцветия махровые диаметром до 16 см, с черепитчато расположенными язычковыми цветками. Растения мощные, высотой до 1 м. Цветение в сравнительно поздние сроки.
Гигантские кактусоцветные (Riesen-Kaktus-Zinnien) — соцветия махровые, диаметром 10 −11 см, язычковые цветки свернуты в трубки, иногда волнистые, концы их приподняты, растения высотой 75- 90 см.
Суперкактусоцветные (Super-Kaktus-Zinnien) — такие же соцветия, растения высотой 45 −60 см.
Пумиля (Pumila-Zinnien) — соцветия махровые, диаметром 6 — 7 см, с черепитчатым расположением яхзычковых цветков. Растения высотой 30 −50 см. Цветение ранее и продолжительное.
Скабиозоцветные (Scabiosenblutige Zinnien) — соцветия диаметром 8 см, язычковые цветки расположены в один ряд в виде воротничка вокруг центра с разросшимися венчиками трубчатых цветков, образовавших полушарие окрашенных, как язычковые.
Лилипут или карликовые (Lilipu-Zinnien) — соцветия простые, плоские или махровые, диаметром 3 — 4 см. Растения плотной полушаровидной формы высотой 25-40 см.
Известный сорт ‘Рот Кепфен’ — с красными махровыми соцветиями.
В России в основном выращивают только 3 группы — георгиноцветные, карликовые и фантазия.

## Любопытные факты
- Цинния была государственным цветком Индианы в течение 1931—1957 годов.
- У цинний нет пигмента, окрашивающего «лепестки» в синий или голубой цвет, есть только сиренево-розовый, приобретающий при определённом освещении голубоватый оттенок. Вырастить синюю циннию пока никому не удавалось.
- На языке цветов жёлтая цинния означала — «Вспоминаю о тебе каждый день»; белая — любезность; алая — постоянство.